# Ljublinsko–Dmitrovskaja-linjen
Ljublinsko–Dmitrovskaja-linjen (ryska: Люблинско–Дмитровская линия) är den nyaste linjen i Moskvas tunnelbana. Linjen öppnades 1995, är idag 33,4 kilometer lång och har 23 stationer. Linjen håller på att förlängas norrut.

## Framtida planer
Tre planeras fem nya stationer. och 2022 ska Ulitsa 800-letija Moskvy och Dmitrovskoje sjosse vara färdigbyggda.

## Linjens stationer
- Seligerskaja
- Verchnije Lichobory
- Okruzjnaja
- Petrovsko-Razumovskaja
- Fonvizinskaja
- Butyrskaja
- Marina Rosjtja
- Dostojevskaja
- Trubnaja
- Sretenskij Bulvar
- Tjkalovskaja
- Rimskaja
- Krestjanskaja Zastava
- Dubrovka
- Petjatniki
- Kozjuchovskaja
- Volzjskaja
- Ljublino
- Bratislavskaja
- Marino
- Borisovo
- Sjipilovskaja
- Ziablikovo

## Galleri

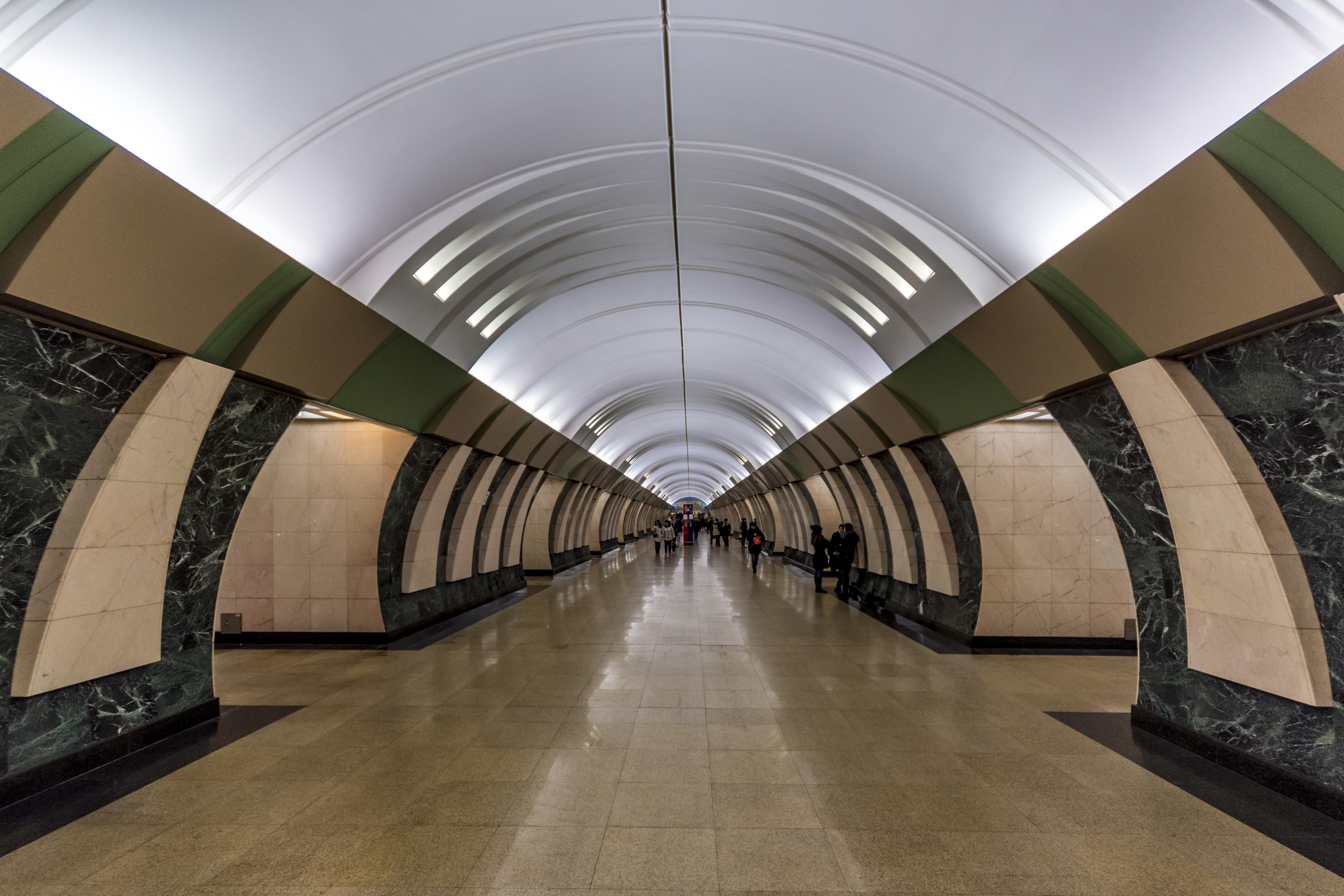
Marina Rosjtja
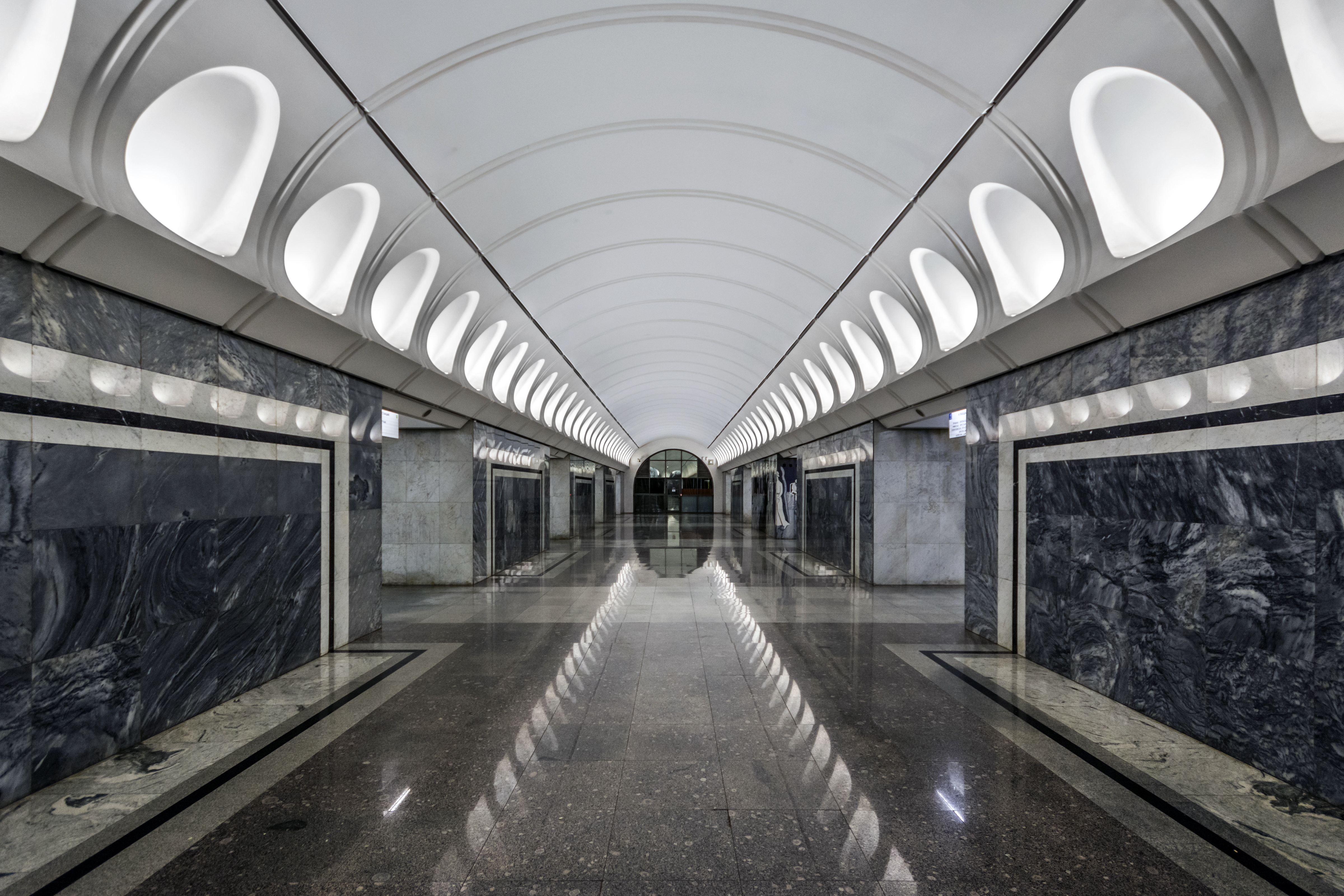
Dostojevskaja
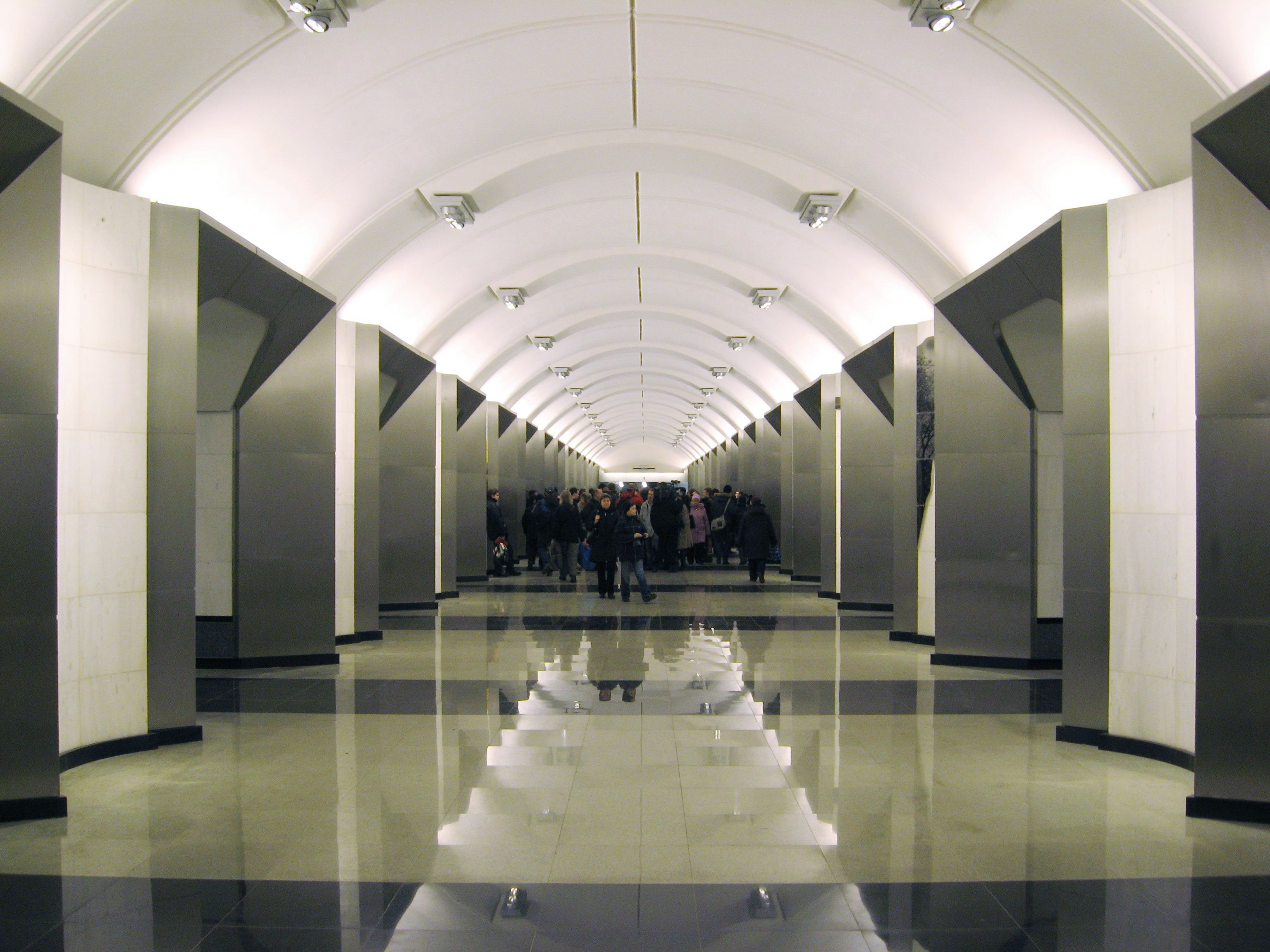
Sretenskij Bulvar
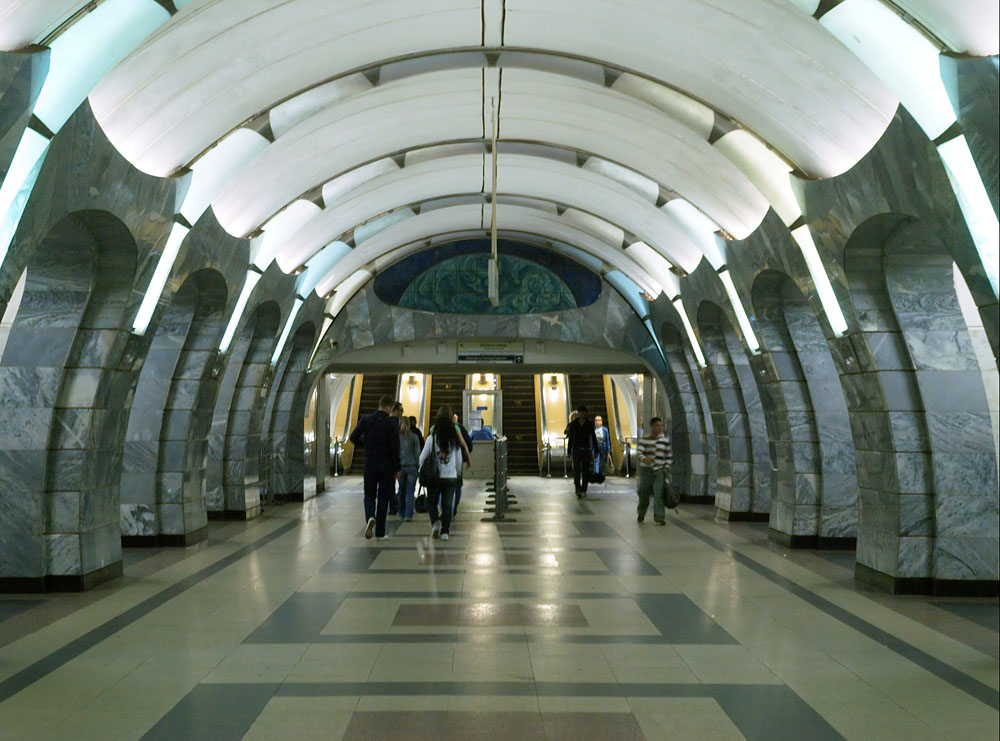
Tjkalovskaja
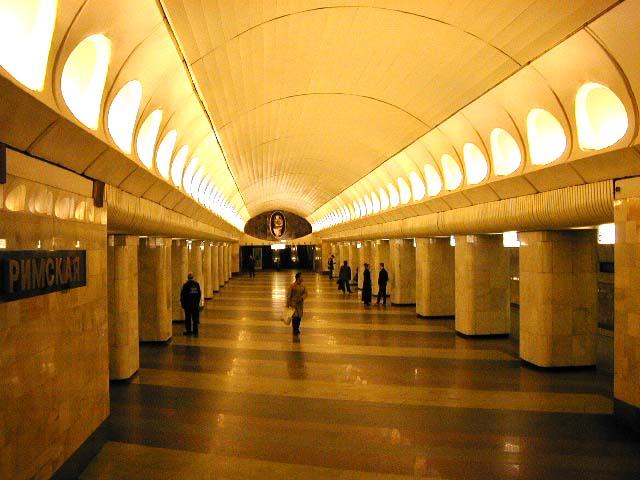
Rimskaja
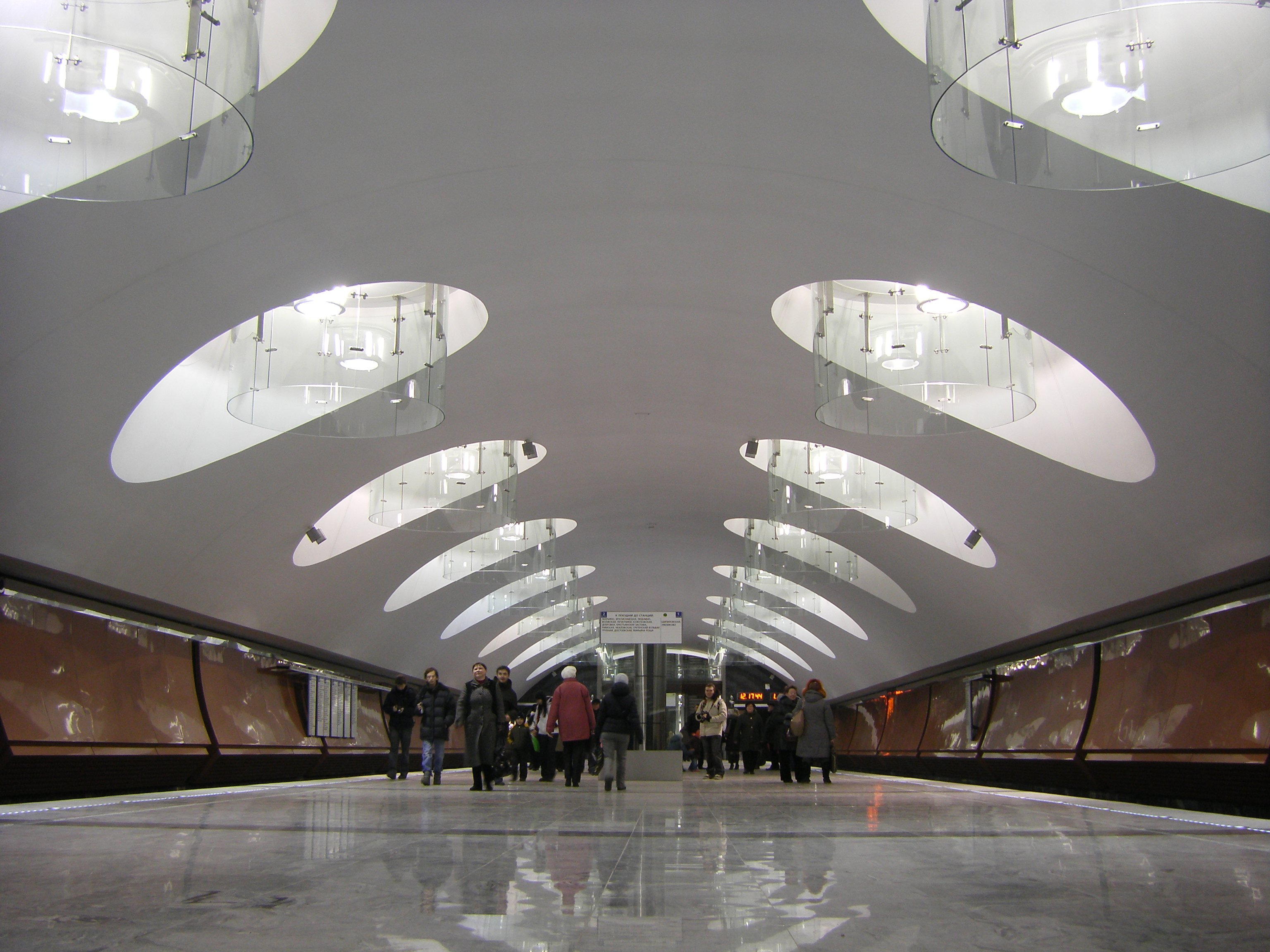
Borisovo